# Aegomorphus modestus
Aegomorphus modestus là một loài bọ cánh cứng trong họ Cerambycidae.